# 綺譚倶楽部
『綺譚倶楽部』（きたんくらぶ）は少女漫画家JETの代表作の一つ。コミック全6巻、文庫版全4巻。「帰之章」はコミックス既刊2巻。文庫版は「春」「夏」「秋」「冬」と分けられており、掲載順は発表順、ストーリー順とは異なる。例えば、最初に発表された話と最終発表の話が共に「冬」に収録されている。

## 概要
大正時代を舞台とする、人間の心の闇が引き起こす事件が主体を占めるスプラッターホラー漫画。怪奇漫画アンソロジー『メディウム』Vol.8（徳間書店、1986年2月）より連載されるが、Vol.12（1987年1月）、『メディウムSPECIAL』（1987年5月）で廃刊となり、一時終了。ネムキで連載再開される。コミック6巻目（ネムキコミック2巻目）でやや中途半端な結末となっており、文庫版4巻あとがきにて作者本人が「（続きについては）また気が向いたらと言ったところ」と述べていた。
その後2010年5月号のネムキにて、『綺譚倶楽部 帰之章』として連載が再開された。

## 登場人物
金大中小介
主人公の新聞記者。気弱で風采が上がらず、鳥の巣頭によれよれ袴と、名・心身ともに金田一耕助をモデルにしている。魔を引き寄せやすく、本人の意思と裏腹に猟奇事件に巻き込まれる。事件が凄惨な終わり方を迎えるため、精神に重荷となっている。
父は著名は物理学者であった。
久我雅夢
主人公。小介と同じ新聞社に務める記者兼カメラマン。京都の貴族の出身であり、洋行帰り。翠の瞳をしている。
小介には人間ではない事が知られている。子供時代に気の狂った母親を殺して出奔した。鬼に属する種族であることを示唆する場面が作中にある。どのような鬼なのかは作中にて明確には語られなかったが、少なくとも吸血鬼ではない（文庫の「冬」に収録された「吸血」で、本人が吸血鬼ではないと語っている）。心臓が止まっても死なず、首が胴体と離れても死なない。雅夢の殺し方は、本人談という形で文庫版「秋」に収録されている「妖刀鬼」に書かれている。

## 備考
『メディウム』廃刊で一時終了した後、『ネムキ』で連載再開された。この時、既に漫画「名探偵・金田一耕助シリーズ」を執筆していた作者は、金大中小介と漫画化した金田一耕助を同じ顔に描いていたため、顔の描き方を変えなくてはいけない。と漫画「本陣殺人事件」単行本あとがきで述べている。この後、相似はなくなっている。